# Mimoxenolea ornata
Mimoxenolea ornata là một loài bọ cánh cứng trong họ Cerambycidae.